# 浙江徐氏
浙江徐氏（チョルガンソし、절강서씨）は、朝鮮の氏族の一つ。本貫は中国浙江省である。2015年調査では、758人である。
始祖は、中国浙江省出身の明の礼部尚書を務めた徐海龍の曾孫の徐鶴である。徐鶴は明軍の都摠管として丁酉再乱の際に、援軍として李氏朝鮮に派兵され、慶尚北道星州郡に定着して浙江徐氏を創始した。